# Phyllolabis laudata
Phyllolabis laudata là một loài ruồi trong họ Limoniidae. Chúng phân bố ở miền Cổ bắc.